# Microchilo snelleni
Microchilo snelleni là một loài bướm đêm trong họ Crambidae.